# ترور سید عباس الموسوی
در ۱۶ فوریه ۱۹۹۲، سید عباس الموسوی، دبیرکل وقت حزب‌الله لبنان، در حمله هوایی اسرائیل به خودروی خود در جنوب لبنان، به عنوان بخشی از درگیری جنوب لبنان (۱۹۸۵–۲۰۰۰) ترور شد. اسرائیل، نام رمز عملیات را عملیات شبانه (عبری: מבצע שעת לילה‎) گذاشت.

## پیش‌زمینه
پس از ناپدید شدن افسر نیروی هوایی اسرائیل، رون آراد، رئیس آمان، آوری ساگی، دستور داد که برنامه‌هایی برای ربودن الموسوی، از شخصیت‌های بلندپایه حزب‌الله لبنان، تهیه تا از آن به عنوان اهرمی برای استفاده بالقوه استفاده شود. معاملات آتی مبادله زندانیان عملیات، با نام مستعار «شبانه» (عبری: שעת לילה‎) قرار بود توسط سایرت متکل و شایتت ۱۳، دو واحد ویژه ارتش اسرائیل انجام شود.
مقدمات عملیات قرار بود در ۱۶ فوریه ۱۹۹۲ به اوج خود برسد. با این حال، در روز ربودن برنامه‌ریزی شده، مشخص شد که الموسوی توسط جمعیت زیادی محاصره شده است و این آدم‌ربایی را غیرعملی می‌کند. در پاسخ، اداره اطلاعات ارتش اسرائیل، تبدیل این مأموریت را به یک حمله هدفمند توصیه کرد.

## ترور
پس از تأیید دولت بیست و چهارم اسرائیل، آوری ساگی، رئیس اداره اطلاعات نظامی اسرائیل و ایهود باراک، رئیس ستاد ارتش اسرائیل، مجوز حمله بالگرد نیروی هوایی اسرائیل به کاروانی در جنوب لبنان را صادر کردند. هلیکوپترهای آپاچی اسرائیل به موکب سه خودروی الموسوی در جنوب لبنان موشک شلیک کردند که الموسوی، همسرش، پسر پنج ساله‌اش و چهار نفر دیگر را کشته شدند. اسرائیل بعداً تأیید کرد که این عملیات، یک ترور هدفمند از پیش طراحی شده بود.

## پاسخ
پس از این ترور، سازمان جهاد اسلامی و سایر عوامل عملیات، حمله ۱۹۹۲ به سفارت اسرائیل در بوئنوس آیرس و بمب‌گذاری آمیا را سازماندهی کردند. بمب‌گذاری در سفارت، منجر به کشته شدن ۲۸ نفر از جمله چهار کارمند وزارت امور خارجه اسرائیل و چهار زن یهودی شد. بمب‌گذاری آمیا که دو سال بعد اتفاق افتاد، جان ۸۵ نفر را گرفت. یک گزارش اطلاعاتی آرژانتین به این نتیجه رسید که عماد مغنیه، رئیس شاخه نظامی حزب‌الله، در کنار سایر عوامل حزب‌الله و مقامات ایرانی، نقش کلیدی در طراحی بمب‌گذاری آمیا داشته است.